# لرزش درون‌تنی
لرزش درون‌تنی یا فرمیتوس (انگلیسی: Fremitus) به لرزشی گفته می‌شود که از طریق بدن منتقل می‌شود. در اصطلاح عمومی پزشکی، عبارت لرزش درون‌تنی بیشتر برای اشاره به ارزیابی ریه‌ها از طریق شدت لرزش احساس‌شده بر روی سینه (لرزش لمسی) یا لرزشی که با گوشی پزشکی بر روی دیواره سینه به هنگام تکلم برخی واژه‌ها شنیده می‌شود (لرزش آوایی) استفاده می‌شود.
برای لمس لرزش‌هایی که حین صحبت کردن توسط درخت برونکو پولموناری به دیوارهٔ قفسهٔ سینه منتقل می‌شود کف دست را روی قفسهٔ سینه می‌گذارند و به نوع احساس آن و قرینه بودن آن در دو طرف قفسه سینه توجه می‌کنند.
ضعیف بودن یا عدم لمس فرمیتوس دال بر وجود مانعی در برابر انتقال لرزش است که ممکن است به
سبب آن COPD، انسداد نایژه‌ها، فیبروز (ضخیم شدن دیوارهٔ جنب) یا وجود هوا (پنوموتوراکس)
باشد. این روش، روش دقیقی نیست ولی به عنوان یک تکنیک راهنما می‌تواند مفید باشد.
در این روش به کمک برجستگی یا سطح زندی (اولنار) دست، هر دو طرف قفسهٔ سینه را ارزیابی می‌کنند. معمولاً فرمیتوس بر روی پرکوردیوم کاهش یافته یا وجود ندارد.